# Упоровське сільське поселення
Упо́ровське сільське поселення (рос. Упоровское сельское поселение) — муніципальне утворення у складі Упоровського району Тюменської області, Росія.
Адміністративний центр та єдиний населений пункт — село Упорово.

## Населення
Населення — 6361 особа (2020; 6400 у 2018, 5847 у 2010, 5333 у 2002).